# 阿克倫鎮區 (明尼蘇達州大石湖縣)
阿克倫鎮區（英語：Akron Township）是位於美國明尼蘇達州大石湖縣的一個行政鎮區。

## 地方資料
阿克倫鎮區的面積為138.00平方千米，當中陸地面積為125.90平方千米，而水域面積為12.10平方千米。根據2020年美國人口普查的數據，當地共有人口158人，而人口密度為每平方千米1.14人。